# Medak
Medak (telugu: మెదక, urdú: میدک) és una ciutat i municipalitat del districte de Medak a l'estat d'Andhra Pradesh, situada a 18° 02′ N, 78° 16′ E / 18.03°N,78.27°E. Al cens del 2001 consta amb 141.916 habitants. La població el 1901 era de 8.511 habitants. Està construïda al nord i és del turó on hi ha la fortalesa.

## Història
Medak va portar inicialment el nom de Siddapuram, i després el de Gulshanabad. El seu màxim desenvolupament fou durant la dinastia kakatiya de Warangal que fou quan es va construir la seva fortalesa per orde del raja Pratapa Rudra; fou construïda a un turó i anomenada Methukudurgam o Methukuseema (del telugu "methuku", arròs cuit) derivat després a Medak. L'entrada té gravat l'ocell de dos caps símbol dels kakatiyes. La fortalesa fou arranjada al segle xvi i inclou un canó holandès fet a Rotterdam el 1620. El 1641 es va construir una mesquita sobre un antic temple.

## Llocs principals
A part del fort, destaca la catedral anglicana que es va construir en deu anys entre 1914 i 1924. El nizam d'Hyderabad s'oposava a la seva altura que superava al temple de Charminar però no va aconseguir canviar-ho.
L'església de Medak és la segona diocesi més gran del món després del Vaticà, amb quatre pinacles de 54 metres d'altura.
A 60 km les excavacions de Kondapur han posat a la llum restes dels satavahanes i algunes estructures budistes.